# Lexington (Oklahoma)
Lexington – miasto w Stanach Zjednoczonych, w stanie Oklahoma, w hrabstwie Cleveland.